# Mortal Kombat vs. DC Universe
Mortal Kombat vs DC Universe is een arcade-vechtspel uitgebracht in Europa op 16 november 2008 door Midway Games. Het spel bevat personages uit zowel de Mortal Kombat-serie als uit de DC Comics-franchise. Het spel is uitgebracht voor de Xbox 360 en voor de PlayStation 3.

## Personages
| Bespeelbare personages | Bespeelbare personages |
| ---------------------- | ---------------------- |
| Mortal Kombat          | DC Comics              |
| Baraka                 | Batman                 |
| Jax                    | Captain Marvel         |
| Kano                   | Catwoman               |
| Kitana                 | Darkseid               |
| Liu Kang               | Deathstroke            |
| Raiden                 | The Flash              |
| Scorpion               | Green Lantern          |
| Shang Tsung            | The Joker              |
| Shao Kahn              | Lex Luthor             |
| Sonya Blade            | Superman               |
| Sub-Zero               | Wonder Woman           |

Hiernaast speelt Quan chi nog een belangrijke achtergrond rol in de story mode. De eindbaas van dit spel is Dark Kahn. 

## Ontvangst
| GameRankings               | Metacritic         |
| -------------------------- | ------------------ |
| (PS3) 77,87% (X360) 74,55% | (PS3) 76 (X360) 72 |

Het spel kreeg gemengde en positieve recensies in de vakbladen. Men prees de bizarre combinatie van beide franchises, die verrassend overkwam, en het samenhangende verhaal. Kritiek was er op de frustrerende Challenge-modus, die een zeer nauwkeurige timing van de aanvallen vraagt.